# 獲麟
獲麟（かくりん）とは、中国の歴史書である『春秋』の最後に書かれた出来事で、後世には転じて「物事（あるいは人生）の終わり」の意味で用いられるようになった言葉。
| 「 | 十有四年春、西に狩して麟を獲（え）たり――。 | 」 |

注：
- 十有四年 - 魯の哀公の十四年（＝紀元前481年）
- 麟 - 麒麟のこと。後述。

## 解釈
魯の国の西方にある大野沢（だいやたく）というところで狩りが行われた際、魯の重臣である叔孫氏に仕える御者の鉏商（しょしょう）という人物が、見たことのない気味の悪い生物を捕えた。人々はそれを狩場の管理人に押しつけ、自分たちは先に帰ったのである。
たまたまその気味の悪い生物を見る機会があった孔子は、それが太平の世に現れるという聖獣「麒麟」であるということに気付いて衝撃を受けた。太平とは縁遠い時代に本来出て来ないはずの麒麟が現れた上、捕まえた人々がその神聖なはずの姿を不気味だとして恐れをなすという異常事態に、孔子は自分が今までやってきたことは何だったのかというやり切れなさから、自分が整理を続けてきた魯の歴史記録の最後にこの記事を書いて打ち切ったのである。したがって、『春秋』はこの記事をもって終わるとされている。
その後も、瑞祥として麒麟の出現が語られることが多かったので、後世、唐の韓愈は「獲麟解」を著し、瑞祥に頼る為政者を批判した。